# Windmühle Plößnitz

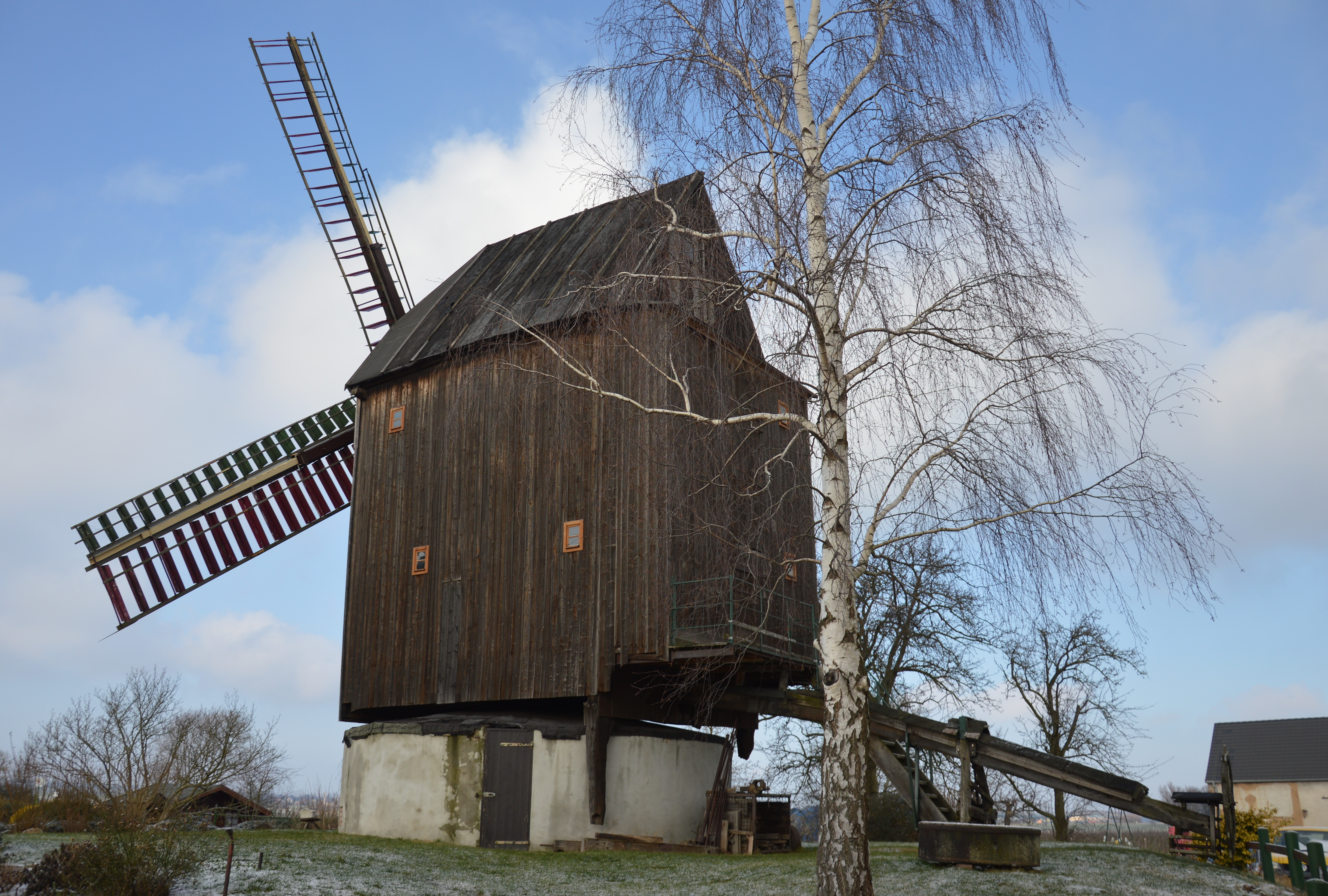
Windmühle Plößnitz, 2016

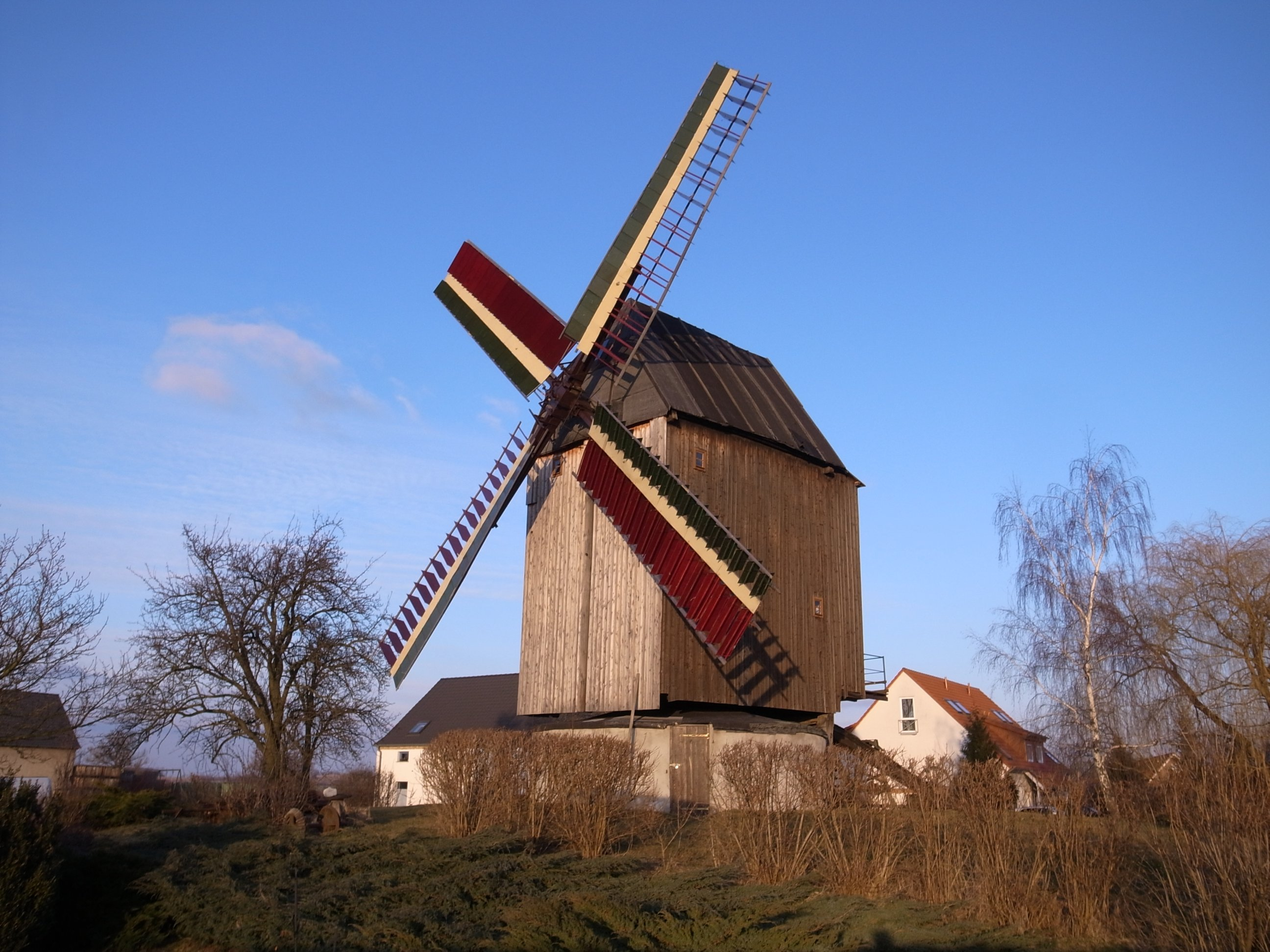
2011

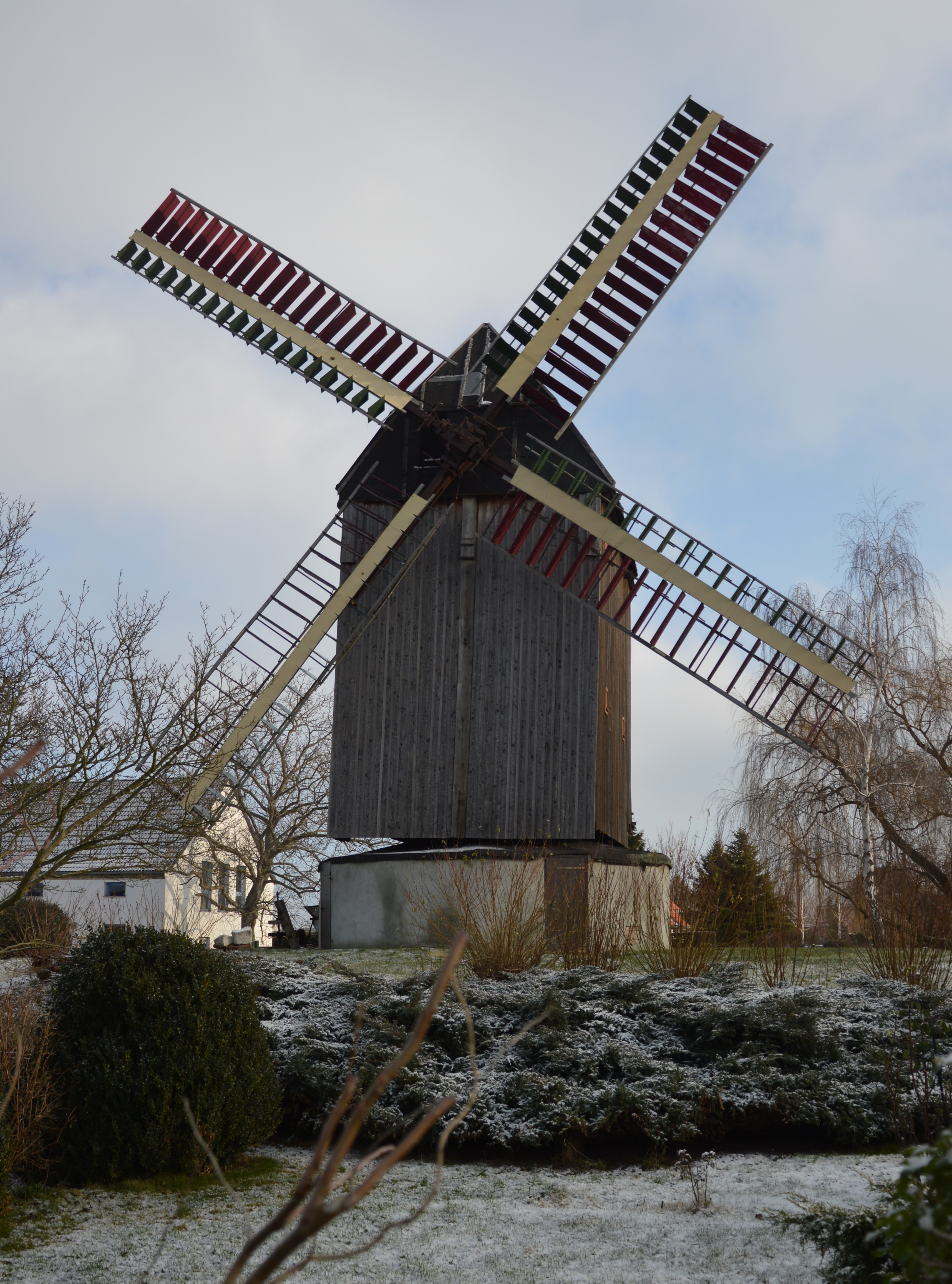
Blick von Westen auf die Vorderseite der Mühle

Die Windmühle Plößnitz ist eine denkmalgeschützte Windmühle im zur Stadt Landsberg in Sachsen-Anhalt gehörenden Ortsteil Plößnitz.

## Lage
Sie befindet sich nordwestlich des Wohngebiets "Am Mühleneck", an der Kreuzung der Straßen "Am Mühlenfeld" und "Zur Windmühle", direkt gegenüber der ehemaligen Sandgrube. Ursprünglich stand sie frei in der Landschaft. Von Südosten sind jedoch die Wohngebiete "Am Mühleneck, "Im Mühlengrund" und "Am Mühlenfeld" bis an den Mühlenstandort herangebaut worden.

## Architektur und Geschichte
Die Bockwindmühle stammt aus dem Jahr 1735. Sie ist mitsamt ihrer technischen Ausstattung erhalten und funktionsfähig. Die Mühle verfügt über Mahlgang, Walzenstuhl, Reinigung und Jalousienflügel. Darüber hinaus bestehen auch Hilfseinrichtungen wie Elevatoren, Transmissionen und ein Aufzug.
Bis 1950 wurde in der Mühle Mehl gemahlen, bis 1975 war sie noch zum Mahlen von Futterschrot in Betrieb. Sie wurde dann stillgelegt. Im Jahr 1990 gehörte die Windmühle einem örtlichen Landwirt. Sie war ohne Flügel und konnte von einem Elektromotor angetrieben werden. Es erfolgte dann durch einen neuen Eigentümer (Helmut Notzke, Vorsitzender des Arbeitskreises Mühlen Sachsen-Anhalt e.V.) eine umfangreiche Sanierung und Instandsetzung. Hierbei wurde die Windmühle auch wieder mit Flügeln ausgestattet. 2020 wechselte die Mühle erneut den Besitzer.
Im örtlichen Denkmalverzeichnis ist das Gebäude unter der Erfassungsnummer 094 55049 als Mühle verzeichnet.